# Spelartrupper under damernas turnering i volleyboll vid olympiska sommarspelen 2020
Vid damernas turnering i volleyboll vid olympiska sommarspelen 2020 deltog lagen med nedanstående trupper.

## Argentina
| N° | Namn               | Roll | Födelsedatum     | Lag                                 |
| -- | ------------------ | ---- | ---------------- | ----------------------------------- |
| -  | Hernán Ferraro     | T    | 13 maj 1968      | -                                   |
| 1  | Elina Rodríguez    | VS   | 11 februari 1997 | Vandœuvre Nancy VB                  |
| 2  | Sabrina Germanier  | P    | 7 juni 1999      | CA Boca Juniors                     |
| 3  | Yamila Nizetich    | VS   | 27 januari 1989  | Béziers Volley                      |
| 4  | Daniela Bulaich    | VS   | 5 september 1997 | CA San Lorenzo de Almagro           |
| 6  | Eugenia Nosach     | HS   | 31 mars 1993     | CA Boca Juniors                     |
| 11 | Julieta Lazcano    | C    | 25 juli 1989     | Fluminense FC                       |
| 12 | Tatiana Rizzo      | L    | 30 december 1986 | CA Boca Juniors                     |
| 13 | Bianca Farriol     | C    | 18 december 2001 | Béziers Volley                      |
| 14 | Victoria Mayer     | P    | 19 juni 2001     | Chieri '76 Volleyball               |
| 15 | Antonela Fortuna   | VS   | 10 maj 1995      | MO Mougins VB                       |
| 16 | Erika Mercado      | HS   | 27 februari 1992 | -                                   |
| 17 | Candelaria Herrera | C    | 28 januari 1999  | Club de Gimnasia y Esgrima La Plata |

## Brasilien
| N° | Namn                   | Roll | Födelsedatum    | Lag                        |
| -- | ---------------------- | ---- | --------------- | -------------------------- |
| -  | José Roberto Guimarães | T    | 31 juli 1954    | Barueri VC                 |
| 2  | Caroline Gattaz        | C    | 27 juli 1981    | Minas Tênis Clube          |
| 7  | Rosamaria Montibeller  | HS   | 9 april 1994    | Volleyball Casalmaggiore   |
| 8  | Mácris Carneiro        | P    | 3 mars 1989     | Minas Tênis Clube          |
| 9  | Roberta Ratzke         | P    | 28 april 1990   | Osasco Voleibol Clube      |
| 10 | Gabriela Guimarães     | VS   | 19 maj 1994     | Vakıfbank SK               |
| 11 | Tandara Caixeta        | HS   | 30 oktober 1988 | Osasco Voleibol Clube      |
| 12 | Natália Pereira        | VS   | 4 april 1989    | ZHVK Dinamo Moskva         |
| 15 | Ana Carolina da Silva  | C    | 8 april 1991    | Praia Clube                |
| 16 | Fernanda Garay         | VS   | 10 maj 1986     | Praia Clube                |
| 17 | Ana Cristina de Souza  | VS   | 7 april 2004    | Rio de Janeiro Vôlei Clube |
| 18 | Camila Brait           | L    | 28 oktober 1988 | Osasco Voleibol Clube      |
| 20 | Ana Beatriz Corrêa     | C    | 7 februari 1992 | Osasco Voleibol Clube      |

## Dominikanska republiken
| N° | Namn                | Roll | Födelsedatum      | Lag                         |
| -- | ------------------- | ---- | ----------------- | --------------------------- |
| -  | Marcos Kwiek        | T    | 18 juli 1967      | -                           |
| 1  | Annerys Vargas      | C    | 7 augusti 1981    | -                           |
| 3  | Lisvel Eve          | VS   | 10 september 1991 | PTT SK                      |
| 5  | Brenda Castillo     | L    | 5 juni 1992       | Serviço Social da Indústria |
| 6  | Camil Domínguez     | P    | 7 december 1991   | -                           |
| 7  | Niverka Marte       | P    | 19 oktober 1990   | -                           |
| 14 | Prisilla Rivera     | VS   | 29 december 1984  | -                           |
| 16 | Yonkaira Peña       | VS   | 10 maj 1993       | Jakarta Pertamina Energi    |
| 18 | Bethania de la Cruz | VS   | 13 maj 1987       | Athletes Unlimited          |
| 20 | Brayelin Martínez   | VS   | 11 september 1986 | Praia Clube                 |
| 21 | Jineiry Martínez    | C    | 3 december 1997   | Praia Clube                 |
| 23 | Gaila González      | HS   | 25 juni 1997      | Mert Kaan Sigorta           |
| 25 | Larysmer Martínez   | L    | 18 oktober 1996   | -                           |

## Italien
| N° | Namn                 | Roll | Födelsedatum      | Lag                                          |
| -- | -------------------- | ---- | ----------------- | -------------------------------------------- |
| -  | Davide Mazzanti      | T    | 15 oktober 1976   | Wealth Planet Perugia Volley                 |
| 1  | Indre Sorokaite      | HS   | 2 juli 1988       | Toyota Queenseis                             |
| 5  | Ofelia Malinov       | P    | 29 februari 1996  | Pallavolo Scandicci Savino Del Bene          |
| 6  | Monica de Gennaro    | L    | 8 januari 1987    | Imoco Volley                                 |
| 7  | Raphaela Folie       | C    | 7 mars 1991       | Imoco Volley                                 |
| 8  | Alessia Orro         | P    | 18 juli 1998      | Unione Sportiva Pro Victoria Pallavolo Monza |
| 9  | Caterina Bosetti     | VS   | 2 februari 1994   | AGIL Volley                                  |
| 10 | Cristina Chirichella | C    | 10 februari 1994  | AGIL Volley                                  |
| 11 | Anna Danesi          | C    | 20 april 1996     | Unione Sportiva Pro Victoria Pallavolo Monza |
| 13 | Sarah Fahr           | C    | 12 september 2001 | Imoco Volley                                 |
| 14 | Elena Pietrini       | VS   | 17 mars 2000      | Pallavolo Scandicci Savino Del Bene          |
| 17 | Myriam Sylla         | VS   | 8 januari 1995    | Imoco Volley                                 |
| 18 | Paola Egonu          | HS   | 18 december 1998  | Imoco Volley                                 |

## Japan
| N° | Namn             | Roll | Födelsedatum     | Lag               |
| -- | ---------------- | ---- | ---------------- | ----------------- |
| -  | Kumi Nakada      | T    | 3 september 1965 | -                 |
| 1  | Ai Kurogo        | VS   | 14 juni 1988     | Toray Arrows      |
| 2  | Sarina Koga      | VS   | 21 maj 1996      | NEC Red Rockets   |
| 3  | Kanami Tashiro   | P    | 25 mars 1991     | Denso Airybees    |
| 4  | Mayu Ishikawa    | VS   | 14 maj 2000      | Toray Arrows      |
| 5  | Haruyo Shimamura | C    | 4 mars 1992      | NEC Red Rockets   |
| 6  | Mako Kobata      | L    | 15 augusti 1992  | JT Marvelous      |
| 8  | Yuki Ishii       | VS   | 8 maj 1991       | Hisamitsu Springs |
| 9  | Mai Okumura      | C    | 31 oktober 1990  | Denso Airybees    |
| 11 | Erika Araki      | C    | 3 augusti 1984   | Toyota Queenseis  |
| 12 | Aki Momii        | P    | 7 oktober 2000   | JT Marvelous      |
| 15 | Kotona Hayashi   | VS   | 13 november 1999 | JT Marvelous      |
| 19 | Nichika Yamada   | C    | 24 februari 2000 | NEC Red Rockets   |

## Kenya
| N° | Namn               | Roll | Födelsedatum     | Lag                      |
| -- | ------------------ | ---- | ---------------- | ------------------------ |
| -  | Luizomar de Moura  | T    | 26 maj 1966      | Osasco Voleibol Clube    |
| 1  | Jane Wacu          | P    | 24 mars 1985     | -                        |
| 4  | Leonida Kasaya     | VS   | 10 oktober 1993  | Kenya Commercial Bank SC |
| 5  | Sharon Chepchumba  | HS   | 26 oktober 1998  | Kenya Commercial Bank SC |
| 8  | Joy Lusenaka       | P    | 25 februari 1991 | -                        |
| 10 | Noel Murambi       | VS   | 29 januari 1989  | -                        |
| 12 | Gladys Ekaru       | C    | 2 oktober 1999   | -                        |
| 13 | Lorine Chebet      | C    | 9 oktober 1989   | -                        |
| 14 | Mercy Moim         | VS   | 1º januari 1989  | -                        |
| 15 | Pamela Jepkirui    | VS   | 8 februari 1996  | -                        |
| 16 | Agripina Kundu     | L    | 24 april 1993    | -                        |
| 18 | Emmaculate Chemtai | HS   | 14 oktober 1993  | Kenya Pipeline Company   |
| 19 | Edith Mukuvilani   | C    | 20 juli 1994     | Kenya Commercial Bank SC |

## Kina
| N° | Namn            | Roll | Födelsedatum     | Lag                        |
| -- | --------------- | ---- | ---------------- | -------------------------- |
| -  | Lang Ping       | T    | 10 december 1960 | -                          |
| 1  | Yuan Xinyue     | C    | 21 december 1996 | Jiangsu                    |
| 2  | Zhu Ting        | VS   | 29 november 1994 | Tianjin                    |
| 6  | Gong Xiangyu    | HS   | 21 april 1997    | Jiangsu                    |
| 7  | Wang Yuanyuan   | C    | 14 juli 1997     | Tianjin                    |
| 9  | Zhang Changning | VS   | 6 november 1995  | Jiangsu                    |
| 10 | Liu Xiaotong    | VS   | 16 februari 1990 | Beijing BAIC Motor         |
| 11 | Yao Di          | P    | 15 augusti 1992  | Tianjin                    |
| 12 | Li Yingying     | VS   | 19 februari 2000 | Tianjin                    |
| 16 | Ding Xia        | P    | 13 januari 1990  | Liaoning                   |
| 17 | Yan Ni          | C    | 2 mars 1987      | Liaoning                   |
| 18 | Wang Mengjie    | L    | 14 november 1995 | Shandong (volleybollklubb) |
| 19 | Liu Yanhan      | VS   | 19 januari 1993  | -                          |

## Ryska olympiska kommittén
| N° | Namn               | Roll | Födelsedatum     | Lag                      |
| -- | ------------------ | ---- | ---------------- | ------------------------ |
| -  | Sergio Busato      | T    | 24 januari 1966  | -                        |
| 4  | Dar'ja Pilipenko   | L    | 9 juni 1990      | VK Uralochka-NTMK        |
| 5  | Polina Matveeva    | P    | 8 augusti 2002   | VK Zaretje Odintsovo     |
| 6  | Irina Zarjažko     | C    | 4 oktober 1991   | ZHVK Dinamo Kazan        |
| 8  | Natalija Hončarova | HS   | 1º juni 1989     | ZHVK Dinamo Moskva       |
| 10 | Arina Fedorovtseva | VS   | 19 januari 2004  | ZHVK Dinamo Kazan        |
| 12 | Anna Lazareva      | HS   | 31 januari 1997  | Hwaseong IBK Altos       |
| 13 | Evgenija Starceva  | P    | 12 februari 1989 | ZHVK Dinamo Kazan        |
| 14 | Irina Fetisova     | C    | 7 september 1994 | ZHVK Dinamo Moskva       |
| 16 | Irina Voronkova    | VS   | 20 oktober 1995  | VK Lokomotiv Kaliningrad |
| 19 | Anna Malova        | L    | 16 april 1990    | ZHVK Dinamo Kazan        |
| 25 | Ksenija Smirnova   | VS   | 24 april 1998    | VK Uralochka-NTMK        |
| 26 | Ekaterina Enina    | C    | 10 maj 1993      | ZHVK Dinamo Moskva       |

## Serbien
| N° | Namn                | Roll | Födelsedatum      | Lag                                 |
| -- | ------------------- | ---- | ----------------- | ----------------------------------- |
| -  | Zoran Terzić        | T    | 9 juli 1966       | Fenerbahçe SK                       |
| 1  | Bianka Buša         | VS   | 25 juli 1994      | Fenerbahçe SK                       |
| 5  | Mina Popović        | C    | 17 september 1994 | Pallavolo Scandicci Savino Del Bene |
| 8  | Slađana Mirković    | P    | 7 oktober 1995    | Eczacıbaşı SK                       |
| 9  | Brankica Mihajlović | VS   | 13 april 1991     | Fenerbahçe SK                       |
| 10 | Maja Ognjenović     | P    | 6 augusti 1984    | Vakıfbank SK                        |
| 13 | Ana Bjelica         | HS   | 3 april 1992      | E.Leclerc Moya Radomka Radom        |
| 14 | Maja Aleksić        | C    | 6 juni 1997       | CSM Volei Alba Blaj                 |
| 16 | Milena Rašić        | C    | 25 oktober 1990   | Vakıfbank SK                        |
| 17 | Silvija Popović     | L    | 15 mars 1986      | CSM Volei Alba Blaj                 |
| 18 | Tijana Bošković     | HS   | 8 mars 1997       | Eczacıbaşı SK                       |
| 19 | Bojana Milenković   | VS   | 6 mars 1997       | CSM Volei Alba Blaj                 |
| 20 | Jelena Blagojević   | VS   | 1º december 1988  | KS Developres Rzeszów               |

## Sydkorea
| N° | Namn             | Roll | Födelsedatum     | Lag                                                |
| -- | ---------------- | ---- | ---------------- | -------------------------------------------------- |
| -  | Stefano Lavarini | T    | 17 januari 1979  | AGIL Volley                                        |
| 1  | Lee So-young     | VS   | 17 oktober 1994  | GS Caltex Seoul KIXX                               |
| 3  | Yeum Hye-seon    | P    | 3 februari 1991  | Daejeon KGC                                        |
| 4  | Kim Hee-jin      | HS   | 29 april 1991    | Hwaseong IBK Altos                                 |
| 7  | Ahn Hye-jin      | P    | 16 februari 1998 | GS Caltex Seoul KIXX                               |
| 8  | Park Eun-jin     | C    | 15 december 1999 | Daejeon KGC                                        |
| 9  | Oh Ji-young      | L    | 11 juli 1998     | Daejeon KGC                                        |
| 10 | Kim Yeon-koung   | VS   | 26 februari 1988 | Incheon Heungkuk Life Pink Spiders                 |
| 11 | Kim Su-ji        | C    | 20 juni 1987     | Hwaseong IBK Altos                                 |
| 13 | Park Jeong-ah    | HS   | 26 mars 1993     | Gyeongbuk Gimcheon Hi-pass                         |
| 16 | Jeong Ji-yun     | HS   | 1º januari 2001  | Suwon Hyundai Engineering & Construction Hillstate |
| 19 | Pyo Seung-ju     | VS   | 7 augusti 1992   | Hwaseong IBK Altos                                 |

## Turkiet
| N° | Namn              | Roll | Födelsedatum      | Lag                  |
| -- | ----------------- | ---- | ----------------- | -------------------- |
| -  | Giovanni Guidetti | T    | 20 september 1972 | Vakıfbank SK         |
| 2  | Simge Aköz        | L    | 23 april 1991     | Eczacıbaşı SK        |
| 3  | Cansu Özbay       | P    | 17 oktober 1996   | Vakıfbank SK         |
| 4  | Tuğba Şenoğlu     | VS   | 2 februari 1998   | Vakıfbank SK         |
| 5  | Şeyma Ercan       | VS   | 5 juli 1994       | Türk Hava Yolları SK |
| 6  | Kübra Akman       | C    | 13 oktober 1994   | Vakıfbank SK         |
| 7  | Hande Baladın     | VS   | 1º september 1997 | Eczacıbaşı SK        |
| 9  | Meliha İsmailoğlu | VS   | 17 september 1993 | Vakıfbank SK         |
| 11 | Naz Aydemir       | P    | 14 augusti 1990   | Fenerbahçe SK        |
| 13 | Meryem Boz        | HS   | 3 februari 1988   | Aydın BBSK           |
| 14 | Eda Erdem         | C    | 22 februari 1987  | Fenerbahçe SK        |
| 18 | Zehra Güneş       | C    | 7 juli 1999       | Vakıfbank SK         |
| 99 | Ebrar Karakurt    | HS   | 17 januari 2000   | Türk Hava Yolları SK |

## USA
| N° | Namn                 | Roll | Födelsedatum      | Lag                |
| -- | -------------------- | ---- | ----------------- | ------------------ |
| -  | Karch Kiraly         | T    | 3 november 1960   | -                  |
| 1  | Micha Hancock        | P    | 10 november 1992  | AGIL Volley        |
| 2  | Jordyn Poulter       | P    | 31 juli 1997      | UYBA Volley        |
| 4  | Justine Wong-Orantes | L    | 6 oktober 1995    | 1. VC Wiesbaden    |
| 10 | Jordan Larson        | VS   | 16 oktober 1986   | Athletes Unlimited |
| 11 | Andrea Drews         | HS   | 25 december 1993  | JT Marvelous       |
| 12 | Jordan Thompson      | HS   | 5 maj 1987        | Eczacıbaşı SK      |
| 14 | Michelle Bartsch     | VS   | 12 februari 1990  | Vakıfbank SK       |
| 15 | Kimberly Hill        | VS   | 30 november 1989  | Imoco Volley       |
| 16 | Foluke Akinradewo    | C    | 5 oktober 1987    | Hisamitsu Springs  |
| 22 | Haleigh Washington   | C    | 22 september 1995 | AGIL Volley        |
| 23 | Kelsey Robinson      | VS   | 25 juni 1992      | Fenerbahçe SK      |
| 24 | Chiaka Ogbogu        | C    | 15 april 1995     | Eczacıbaşı SK      |